# Temporada 2007 del fútbol ecuatoriano
La Temporada 2007 del fútbol ecuatoriano abarca todas las actividades relativas a campeonatos de fútbol profesional, nacionales e internacionales, disputados por clubes ecuatorianos, y por las selecciones nacionales de este país, en sus diversas categorías, durante 2007.
| Categoría         | Campeonato               | Campeón                                          | Título      |
| ----------------- | ------------------------ | ------------------------------------------------ | ----------- |
| Serie A           | Campeonato Nacional 2007 | Liga Deportiva Universitaria                     | 9.º título  |
| Serie B           | Anual 2007               | Club Deportivo Universidad Católica              | 2.º título  |
| Segunda Categoría | Segunda Categoría 2007   | Club Social y Deportivo Independiente José Terán | 1.er título |

## Torneos locales (Campeonatos regulares)

### Serie A

#### Primera Etapa
Clasificación
|    | Equipo            | PTS | PJ | PG | PE | PP | GF | GC | DG  |
| -- | ----------------- | --- | -- | -- | -- | -- | -- | -- | --- |
| 1  | Olmedo            | 37  | 18 | 11 | 4  | 3  | 27 | 15 | +12 |
| 2  | Deportivo Cuenca  | 32  | 18 | 10 | 2  | 6  | 26 | 19 | +7  |
| 3  | Liga de Quito     | 28  | 18 | 8  | 4  | 6  | 36 | 26 | +10 |
| 4  | Deportivo Azogues | 28  | 18 | 8  | 4  | 6  | 26 | 26 | 0   |
| 5  | El Nacional       | 27  | 18 | 8  | 3  | 7  | 37 | 27 | +10 |
| 6  | Deportivo Quito   | 21  | 18 | 5  | 6  | 7  | 21 | 26 | -5  |
| 7  | Barcelona         | 20  | 18 | 5  | 5  | 8  | 19 | 28 | -9  |
| 8  | Imbabura          | 20  | 18 | 5  | 5  | 8  | 21 | 33 | -12 |
| 9  | Macará            | 18  | 18 | 5  | 3  | 10 | 25 | 31 | -6  |
| 10 | Emelec            | 18  | 18 | 4  | 6  | 8  | 23 | 30 | -7  |

 Pts=Puntos; PJ=Partidos jugados; G=Partidos ganados; E=Partidos empatados; P=Partidos perdidos; GF=Goles a favor; GC=Goles en contra; DIF=Diferencia de gol
* Olmedo clasifica a la Liguilla Final con 3 puntos de bonificación.
* Deportivo Cuenca clasifica a la Liguilla Final con 2 puntos de bonificación.
* Liga de Quito clasifica a la Liguilla Final con 1 punto de bonificación.

#### Segunda Etapa
Clasificación
|    | Equipo            | PTS | PJ | PG | PE | PP | GF | GC | DG  |
| -- | ----------------- | --- | -- | -- | -- | -- | -- | -- | --- |
| 1  | Liga de Quito     | 33  | 18 | 10 | 3  | 5  | 28 | 11 | +17 |
| 2  | El Nacional       | 32  | 18 | 9  | 5  | 4  | 24 | 18 | +6  |
| 3  | Deportivo Quito   | 29  | 18 | 9  | 2  | 7  | 22 | 15 | +7  |
| 4  | Emelec            | 26  | 18 | 8  | 2  | 8  | 23 | 21 | +2  |
| 5  | Deportivo Azogues | 24  | 18 | 7  | 3  | 8  | 20 | 25 | -5  |
| 6  | Barcelona         | 24  | 18 | 7  | 3  | 8  | 19 | 25 | -6  |
| 7  | Olmedo            | 22  | 18 | 5  | 7  | 6  | 13 | 15 | -2  |
| 8  | Macará            | 21  | 18 | 5  | 6  | 7  | 21 | 25 | -4  |
| 9  | Deportivo Cuenca  | 19  | 18 | 5  | 4  | 9  | 22 | 25 | -3  |
| 10 | Imbabura          | 19  | 18 | 4  | 7  | 7  | 18 | 30 | -12 |

 Pts=Puntos; PJ=Partidos jugados; G=Partidos ganados; E=Partidos empatados; P=Partidos perdidos; GF=Goles a favor; GC=Goles en contra; DIF=Diferencia de gol
* Liga de Quito clasificó a la Liguilla Final con 3 puntos de bonificación.
* El Nacional clasificó a la Liguilla Final con 2 puntos de bonificación.
* Deportivo Quito clasificó a la Liguilla Final con 1 punto de bonificación.

#### Tabla acumulada
Clasificación
|    | Equipo            | PTS | PJ | PG | PE | PP | GF | GC | DG  |
| -- | ----------------- | --- | -- | -- | -- | -- | -- | -- | --- |
| 1  | Liga de Quito     | 61  | 36 | 18 | 7  | 11 | 64 | 37 | +27 |
| 2  | El Nacional       | 59  | 36 | 17 | 8  | 11 | 61 | 45 | +16 |
| 3  | Olmedo            | 59  | 36 | 16 | 11 | 9  | 40 | 30 | +10 |
| 4  | Deportivo Azogues | 52  | 36 | 15 | 7  | 14 | 46 | 51 | -5  |
| 5  | Deportivo Cuenca  | 51  | 36 | 15 | 6  | 15 | 48 | 44 | +4  |
| 6  | Deportivo Quito   | 50  | 36 | 14 | 8  | 14 | 43 | 41 | +2  |
| 7  | Emelec            | 44  | 36 | 12 | 8  | 16 | 46 | 51 | -5  |
| 8  | Barcelona         | 44  | 36 | 12 | 8  | 16 | 38 | 53 | -15 |
| 9  | Macará            | 39  | 36 | 10 | 9  | 17 | 46 | 56 | -10 |
| 10 | Imbabura          | 39  | 36 | 9  | 12 | 15 | 39 | 63 | -24 |

 Pts=Puntos; PJ=Partidos jugados; G=Partidos ganados; E=Partidos empatados; P=Partidos perdidos; GF=Goles a favor; GC=Goles en contra; DIF=Diferencia de gol
* Imbabura descendió a la Serie B 2008.

#### Liguilla Final
Clasificación
|   | Equipo            | PTS | PJ | PG | PE | PP | GF | GC | DG  | Bon |
| - | ----------------- | --- | -- | -- | -- | -- | -- | -- | --- | --- |
| 1 | Liga de Quito     | 27  | 10 | 7  | 2  | 1  | 13 | 4  | +9  | 4   |
| 2 | Deportivo Cuenca  | 20  | 10 | 4  | 6  | 0  | 12 | 5  | +7  | 2   |
| 3 | Olmedo            | 19  | 10 | 4  | 4  | 2  | 9  | 5  | +4  | 3   |
| 4 | Deportivo Azogues | 14  | 10 | 4  | 2  | 4  | 8  | 8  | 0   | 0   |
| 5 | El Nacional       | 8   | 10 | 1  | 3  | 6  | 10 | 18 | -8  | 2   |
| 6 | Deportivo Quito   | 5   | 10 | 1  | 1  | 8  | 6  | 18 | -12 | 1   |

 Pts=Puntos; PJ=Partidos jugados; G=Partidos ganados; E=Partidos empatados; P=Partidos perdidos; GF=Goles a favor; GC=Goles en contra; DIF=Diferencia de gol; Bonif.=Puntos de bonificación
|  | Copa Libertadores 2008 |

### Serie B

#### Primera Etapa
Clasificación
|     | Equipo                | PTS | PJ | PG | PE | PP | GF | GC | DG  |
| --- | --------------------- | --- | -- | -- | -- | -- | -- | -- | --- |
| 1º  | Universidad Católica  | 31  | 18 | 9  | 4  | 5  | 34 | 16 | +18 |
| 2º  | Técnico Universitario | 30  | 18 | 9  | 3  | 6  | 38 | 18 | +20 |
| 3º  | Espoli                | 29  | 18 | 8  | 5  | 5  | 24 | 26 | -2  |
| 4º  | Municipal de Cañar    | 26  | 18 | 7  | 5  | 6  | 26 | 21 | +5  |
| 5º  | Aucas                 | 26  | 18 | 7  | 5  | 6  | 23 | 22 | +1  |
| 6º  | Manta FC              | 26  | 18 | 7  | 5  | 6  | 20 | 21 | -1  |
| 7º  | LDU de Loja           | 25  | 18 | 7  | 4  | 7  | 21 | 26 | -5  |
| 8º  | LDU de Portoviejo     | 25  | 18 | 7  | 4  | 7  | 18 | 26 | -8  |
| 9º  | Delfín SC             | 17  | 18 | 5  | 2  | 11 | 12 | 26 | -14 |
| 10º | Brasilia              | 14  | 18 | 3  | 5  | 10 | 18 | 32 | -14 |

#### Segunda Etapa
Clasificación
|     | Equipo                | PTS | PJ | PG | PE | PP | GF | GC | DG  |
| --- | --------------------- | --- | -- | -- | -- | -- | -- | -- | --- |
| 1º  | Aucas                 | 36  | 18 | 11 | 3  | 4  | 30 | 16 | +14 |
| 2º  | Universidad Católica  | 34  | 18 | 10 | 4  | 4  | 30 | 18 | +12 |
| 3º  | Espoli                | 33  | 18 | 10 | 3  | 5  | 21 | 6  | +15 |
| 4º  | LDU de Portoviejo     | 30  | 18 | 9  | 3  | 6  | 26 | 20 | +6  |
| 5º  | Manta FC              | 26  | 18 | 7  | 5  | 6  | 23 | 22 | +1  |
| 6º  | Municipal de Cañar    | 21  | 18 | 6  | 3  | 9  | 20 | 11 | +9  |
| 7º  | Técnico Universitario | 20  | 18 | 6  | 2  | 10 | 18 | 26 | -8  |
| 8º  | Delfín SC             | 19  | 18 | 5  | 4  | 9  | 21 | 26 | -5  |
| 9º  | Brasilia              | 16  | 18 | 3  | 7  | 8  | 18 | 32 | -14 |
| 10º | LDU de Loja           | 16  | 18 | 4  | 4  | 10 | 12 | 26 | -14 |

#### Tabla acumulada
Clasificación
|     | Equipo                | PTS | PJ | PG | PE | PP | GF | GC | DG  |
| --- | --------------------- | --- | -- | -- | -- | -- | -- | -- | --- |
| 1º  | Universidad Católica  | 65  | 36 | 19 | 8  | 9  | 34 | 16 | +18 |
| 2º  | Aucas                 | 62  | 36 | 18 | 8  | 10 | 39 | 19 | +20 |
| 3º  | Espoli                | 62  | 36 | 18 | 8  | 10 | 38 | 18 | +20 |
| 4º  | LDU de Portoviejo     | 55  | 36 | 16 | 7  | 13 | 36 | 21 | +15 |
| 5º  | Manta FC              | 52  | 36 | 14 | 10 | 12 | 33 | 22 | +11 |
| 6º  | Técnico Universitario | 50  | 36 | 15 | 5  | 16 | 30 | 19 | +11 |
| 7º  | Municipal de Cañar    | 47  | 36 | 13 | 8  | 15 | 26 | 18 | +8  |
| 8º  | Brasilia              | 41  | 36 | 10 | 11 | 15 | 21 | 26 | -5  |
| 9º  | LDU de Loja           | 33  | 36 | 9  | 6  | 21 | 12 | 25 | -13 |
| 10º | Delfín SC             | 33  | 36 | 8  | 9  | 19 | 18 | 32 | -14 |

|  | Clasificados al Hexagonal final     |
|  | Descenderán a la Segunda Categoría. |

#### Hexagonal Final
Clasificación
|    | Equipo                | PTS | PJ | PG | PE | PP | GF | GC | DG | Bon |
| -- | --------------------- | --- | -- | -- | -- | -- | -- | -- | -- | --- |
| 1º | Universidad Católica  | 23  | 10 | 5  | 3  | 2  | 13 | 8  | +5 | +5  |
| 2º | Espoli                | 19  | 10 | 4  | 5  | 1  | 12 | 8  | +4 | +2  |
| 3º | Técnico Universitario | 15  | 10 | 2  | 7  | 1  | 9  | 8  | +1 | +2  |
| 4º | Aucas                 | 12  | 10 | 2  | 3  | 5  | 6  | 9  | -3 | +3  |
| 5º | LDU de Portoviejo     | 12  | 10 | 3  | 3  | 4  | 6  | 9  | -3 | 0   |
| 6º | Manta FC              | 9   | 10 | 2  | 3  | 5  | 6  | 9  | -3 | 0   |

|  | Ascendidos a la Serie A de Ecuador. |

### Segunda Categoría

#### Zona 1
Grupo A
|    | Equipo                   | PTS | PJ | PG | PE | PP | GF | GC | DG |
| -- | ------------------------ | --- | -- | -- | -- | -- | -- | -- | -- |
| 1° | Independiente Jose Terán | 13  | 6  | 4  | 1  | 1  | 6  | 1  | +5 |
| 2° | Deportivo Cotopaxi       | 10  | 6  | 3  | 1  | 2  | 6  | 1  | +5 |
| 3° | Águilas                  | 7   | 6  | 2  | 1  | 3  | 2  | 8  | -6 |
| 4° | Ramón Barba Naranjo      | 4   | 6  | 1  | 1  | 4  | 1  | 5  | -4 |

|  | Clasifica a la siguiente fase |

Grupo B
|    | Equipo             | PTS | PJ | PG | PE | PP | GF | GC | DG |
| -- | ------------------ | --- | -- | -- | -- | -- | -- | -- | -- |
| 1° | Consejo Provincial | 13  | 5  | 4  | 1  | 0  | 9  | 1  | +8 |
| 2° | Valle del Chota    | 7   | 5  | 2  | 1  | 2  | 6  | 2  | +4 |
| 3° | Deportivo Otavalo  | 5   | 5  | 1  | 2  | 2  | 2  | 8  | -6 |
| 4° | Racing Junior      | 3   | 5  | 1  | 0  | 4  | 1  | 5  | -4 |

|  | Clasifica a la siguiente fase |

#### Zona 2
Grupo A
|    | Equipo                 | PTS | PJ | PG | PE | PP | GF | GC | DG  |
| -- | ---------------------- | --- | -- | -- | -- | -- | -- | -- | --- |
| 1° | Pastaza Moto Club      | 21  | 9  | 6  | 3  | 0  | 9  | 1  | +8  |
| 2° | Liga Deportiva Juvenil | 15  | 9  | 4  | 3  | 2  | 6  | 2  | +4  |
| 3° | Cumandá                | 5   | 8  | 2  | 4  | 2  | 2  | 8  | -6  |
| 4° | Atlético Universitario | 3   | 9  | 2  | 2  | 5  | 1  | 9  | -8  |
| 5° | Club Chimborazo        | 3   | 9  | 3  | 1  | 5  | 1  | 15 | -14 |
| 6° | Morona                 | 3   | 8  | 2  | 1  | 5  | 1  | 16 | -15 |

|  | Clasifica a la siguiente fase |

Grupo B
|    | Equipo             | PTS | PJ | PG | PE | PP | GF | GC | DG |
| -- | ------------------ | --- | -- | -- | -- | -- | -- | -- | -- |
| 1° | Tungurahua S.C.    | 16  | 6  | 5  | 1  | 0  | 13 | 4  | +6 |
| 2° | Unibolívar         | 13  | 6  | 4  | 1  | 1  | 6  | 2  | +4 |
| 3° | Deportivo Cevallos | 3   | 5  | 1  | 0  | 4  | 2  | 8  | -6 |
| 4° | River F.C.         | 0   | 5  | 0  | 0  | 5  | 1  | 5  | -4 |

|  | Clasifica a la siguiente fase |

#### Zona 3
Grupo A
|    | Equipo                    | PTS | PJ | PG | PE | PP | GF | GC | DG |
| -- | ------------------------- | --- | -- | -- | -- | -- | -- | -- | -- |
| 1° | U.T.P. de Loja            | 14  | 6  | 4  | 2  | 0  | 13 | 4  | +6 |
| 2° | Club 25 de Agosto         | 13  | 6  | 4  | 1  | 1  | 6  | 2  | +4 |
| 3° | Deportivo Manuel J. Calle | 6   | 6  | 2  | 0  | 4  | 2  | 8  | -6 |
| 4° | Saragoza F.C.             | 1   | 6  | 0  | 1  | 5  | 1  | 5  | -4 |

|  | Clasifica a la siguiente fase |

Grupo B
|    | Equipo          | PTS | PJ | PG | PE | PP | GF | GC | DG |
| -- | --------------- | --- | -- | -- | -- | -- | -- | -- | -- |
| 1° | Liga de Cuenca  | 13  | 6  | 4  | 1  | 1  | 13 | 4  | +6 |
| 2° | Huaquillas F.C. | 11  | 6  | 3  | 2  | 1  | 6  | 2  | +4 |
| 3° | Tecni Club      | 6   | 6  | 2  | 0  | 4  | 2  | 8  | -6 |
| 4° | Atlético Audaz  | 4   | 6  | 1  | 1  | 4  | 1  | 5  | -4 |

|  | Clasifica a la siguiente fase |

#### Zona 4
Grupo A
|    | Equipo             | PTS | PJ | PG | PE | PP | GF | GC | DG |
| -- | ------------------ | --- | -- | -- | -- | -- | -- | -- | -- |
| 1° | Grecia             | 12  | 6  | 4  | 0  | 2  | 13 | 4  | +6 |
| 2° | Halley             | 8   | 6  | 2  | 2  | 2  | 6  | 2  | +4 |
| 3° | Atlético Valencia  | 7   | 6  | 2  | 1  | 3  | 2  | 8  | -6 |
| 4° | Alianza del Pailón | 6   | 6  | 1  | 3  | 2  | 1  | 5  | -4 |

|  | Clasifica a la siguiente fase |

Grupo B
|    | Equipo                 | PTS | PJ | PG | PE | PP | GF | GC | DG |
| -- | ---------------------- | --- | -- | -- | -- | -- | -- | -- | -- |
| 1° | Panamá S.C.            | 11  | 6  | 3  | 2  | 1  | 13 | 4  | +6 |
| 2° | Academia Alfaro Moreno | 9   | 6  | 2  | 3  | 1  | 6  | 2  | +4 |
| 3° | Deportivo Quevedo      | 8   | 6  | 2  | 2  | 2  | 2  | 8  | -6 |
| 4° | Venecia                | 4   | 6  | 1  | 1  | 4  | 1  | 5  | -4 |

|  | Clasifica a la siguiente fase |

#### Segunda Fase
| Fechas          | Local ida                | Zona   | Local vuelta       | Ida | Vuelta | Global |
| --------------- | ------------------------ | ------ | ------------------ | --- | ------ | ------ |
| 10-nov y 17-nov | Independiente Jose Terán | Zona 1 | Consejo Provincial | 4:1 | 0:0    | 4:1    |
| 10-nov y 18-nov | Pastaza Moto Club        | Zona 2 | Tungurahua S.C.    | 1:1 | 1:0    | 2:1    |
| 10-nov y 17-nov | Liga de Cuenca           | Zona 3 | U.T.P. de Loja     | 3:0 | 0:3    | 6:0    |
| 10-nov y 17-nov | (v) Grecia               | Zona 4 | Panamá S.C.        | 1:2 | 0:1    | 2:2    |

#### Cuadrangular Final
Clasificación
|    | Equipo                   | PTS | PJ | PG | PE | PP | GF | GC | DG |
| -- | ------------------------ | --- | -- | -- | -- | -- | -- | -- | -- |
| 1° | Independiente Jose Terán | 11  | 6  | 3  | 2  | 1  | 6  | 1  | +5 |
| 2° | Grecia                   | 9   | 6  | 3  | 0  | 3  | 6  | 1  | +5 |
| 3° | Liga de Cuenca           | 7   | 6  | 2  | 1  | 3  | 2  | 8  | -6 |
| 4° | Pastaza Moto Club        | 7   | 6  | 2  | 1  | 3  | 1  | 5  | -4 |

|  | Ascendidos a la Serie B de Ecuador |

## Ascensos y descensos
| Categorías                | Equipos descendidos | Equipos ascendidos                                |
| ------------------------- | ------------------- | ------------------------------------------------- |
| Serie A Serie B           | Imbabura S.C.       | Universidad Católica Espoli Técnico Universitario |
| Serie B Segunda Categoría | Delfín S.C.         | Independiente Jose Terán Grecia Liga de Cuenca    |

## Torneos internacionales
Véase además Anexo:Clubes ecuatorianos en torneos internacionales

### Copa Libertadores
|  |    | Equipo        | Fase final             | PTS | PJ | PG | PE | PP | GF | GC | DG |
|  | -- | ------------- | ---------------------- | --- | -- | -- | -- | -- | -- | -- | -- |
|  | 1° | Liga de Quito | Segunda fase (Grupo 6) | 12  | 8  | 3  | 3  | 2  | 11 | 9  | +2 |
|  | 2° | C.S. Emelec   | Segunda fase (Grupo 4) | 3   | 6  | 1  | 0  | 5  | 3  | 10 | -7 |
|  | 3° | El Nacional   | Segunda fase (Grupo 1) | 1   | 6  | 0  | 1  | 5  | 4  | 11 | -7 |

### Copa Sudamericana
|  |    | Equipo      | Fase final       | PTS | PJ | PG | PE | PP | GF | GC | DG |
|  | -- | ----------- | ---------------- | --- | -- | -- | -- | -- | -- | -- | -- |
|  | 1° | El Nacional | Octavos de final | 15  | 6  | 5  | 0  | 1  | 10 | 3  | +7 |
|  | 2° | C.D. Olmedo | Primera fase     | 6   | 4  | 2  | 0  | 2  | 3  | 4  | -1 |